# Carter F. Ham

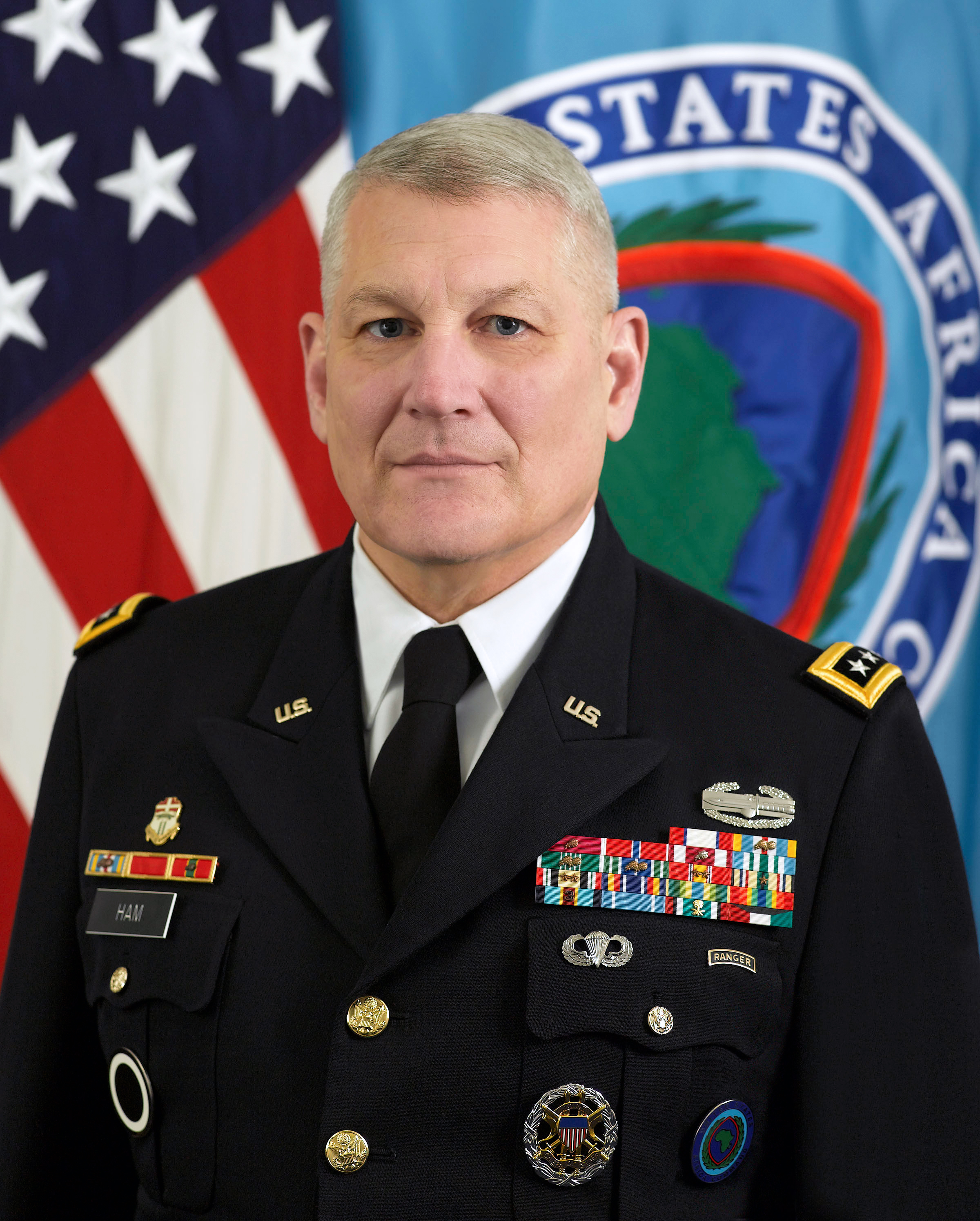
Carter F. Ham, 2011.

Carter F. Ham (* 16. Februar 1952 in Portland, Oregon) ist ein ehemaliger General der US Army; er war zuletzt bis zum 5. April 2013 Oberbefehlshaber des United States Africa Command, einem teilstreitkraftübergreifenden Regionalkommando der Streitkräfte der Vereinigten Staaten.

## Militärische Laufbahn

### Ausbildung und erste Verwendungen
Carter F. Ham diente vor seinem Studium an der John Carroll University in Cleveland, Ohio, als einfacher Infanteriesoldat in der 82. US-Luftlandedivision. 1976 schloss er die Universität mit einem Bachelor of Arts in Politikwissenschaft ab und erhielt am 2. Juni durch das Reserve Officer Training Corps sein Offizierspatent als Second Lieutenant der Infanterie. Seine erste Verwendung hatte er als Ausbildungsoffizier in der 4th Basic Combat Training Brigade in Fort Knox, Kentucky, zuständig für die Grundausbildung für Kampfeinsätze. Vom Mai 1977 bis zum Januar 1978 diente Ham in Italien als Sektionsführer in der Kampfunterstützungskompanie des 1. Bataillons, 509. US-Infanterieregiment (luftbeweglich), US Army Europe. Im Januar 1978 übernahm er dann in Deutschland die Aufgaben des Führers eines Platoons und wurde im Juni 1978 zum First Lieutenant befördert. Danach wurde er Executive Officer der A-Kompanie, anschließend erst Offizier für Luftoperationen (S-3) und später Personaloffizier (S-1) des 2. Bataillons, 22. US-Infanterieregiment, 4. US-Infanteriedivision, V. US-Korps der US Army Europe. Im Dezember 1979 wurde Ham innerhalb der US Army Europe in Deutschland zur 8. US-Infanteriedivision versetzt und übernahm dort den Posten des Kompaniechefs der C-Kompanie des 2. Bataillons, 22. US-Infanterieregiment. Im August 1980 erhielt er die Beförderung zum Captain und diente später als Operationsoffizier (S-3) des Bataillons.

### Erste Kommandos
Zurück in den Vereinigten Staaten absolvierte Ham in Fort Knox vom Juli 1981 bis zum Februar 1982 den erweiterten Panzeroffizierkurs. Vom Februar 1982 bis zum Februar 1984 diente er als Kommandeur der Lima Area des Rekrutierungsbezirkskommandos in Columbus, Ohio. Vom März bis September 1984 diente Ham als Abteilungskommandeur des vorwärtig eingesetzten militärischen Unterstützungselements während der Olympischen Sommerspiele 1984 in Los Angeles, Kalifornien. Anschließend war er vom September 1984 bis zum August 1986 als assistierender Generalinspekteur am National Training Center in Fort Irwin, Kalifornien eingesetzt. In den folgenden drei Jahren blieb Ham am National Training Center und diente vom August 1986 bis zum Februar 1987 als Offizier für Luftoperationen (S-3) des 6. US-Panzergrenadierbataillons, 31. US-Infanterieregiment. Vom Februar 1987 bis zum Mai 1989 diente Ham in Fort Irwin erst als Operationsoffizier (S-3) und nach seiner Beförderung zum Major als Executive Officer des 1. Panzergrenadierbataillons, 52. US-Infanterieregiment.

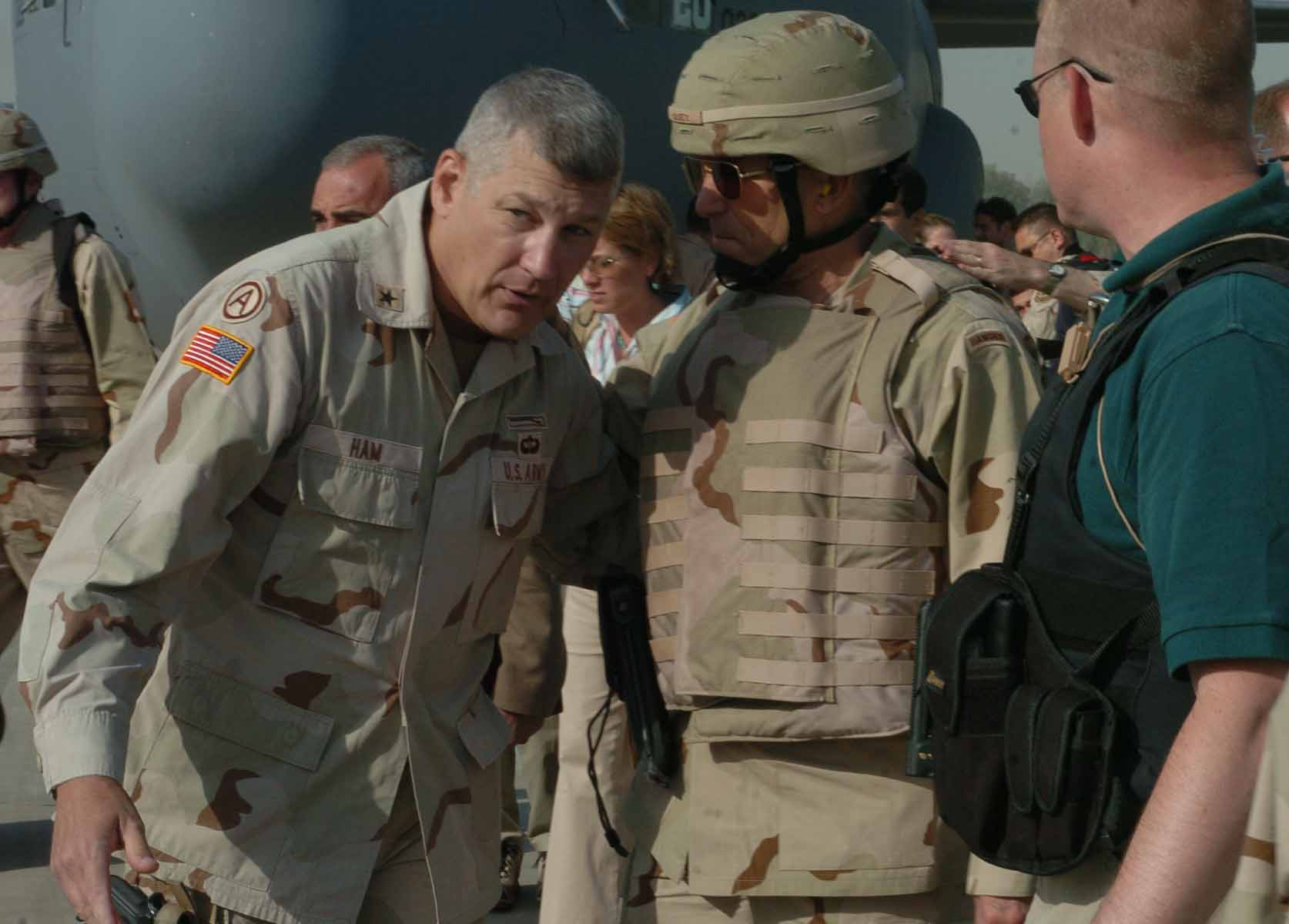
Brigadier General Ham (links) mit General George W. Casey im Iraq, 2004

Vom August 1989 bis zum Juni 1990 studierte Ham am Naval Command and Staff College in Newport, Rhode Island, und schloss dieses mit einem Master of Arts in nationalen Sicherheits- und Strategiestudien ab. Vom Juni 1990 bis zum Mai 1993 diente er als Abteilungsleiter für die leichte Infanterie und später als Leiter der Doktrinabteilung. Während der Operation Desert Storm war Ham als Senior-Brigadeberater für die Nationalgarde Saudi-Arabiens eingesetzt. In dieser Zeit erhielt er am 1. September 1992 auch die Beförderung zum Lieutenant Colonel. Anschließend war Ham als Executive Officer der US Army Infantry School in Fort Benning, Georgia, eingesetzt. Es folgte ein weiterer Auslandseinsatz als Kommandeur des 1. Bataillons des 6. US-Infanterieregiments, 3. US-Infanteriedivision, 7. US-Armee in Vilseck in Deutschland. Während dieser Verwendung nahm er mit seinem Bataillon auch 6 Monate lang an der Operation Able Sentry in Mazedonien teil. Vom Juni 1995 bis zum Juli 1996 war er als Senior Task Force Observer/Controller der Operationsgruppe am Combat Maneuver Training Center (dt.: „Gefechtsübungszentrum“) der 7. US-Armee in Hohenfels in der Oberpfalz eingesetzt.

### Stabsverwendungen

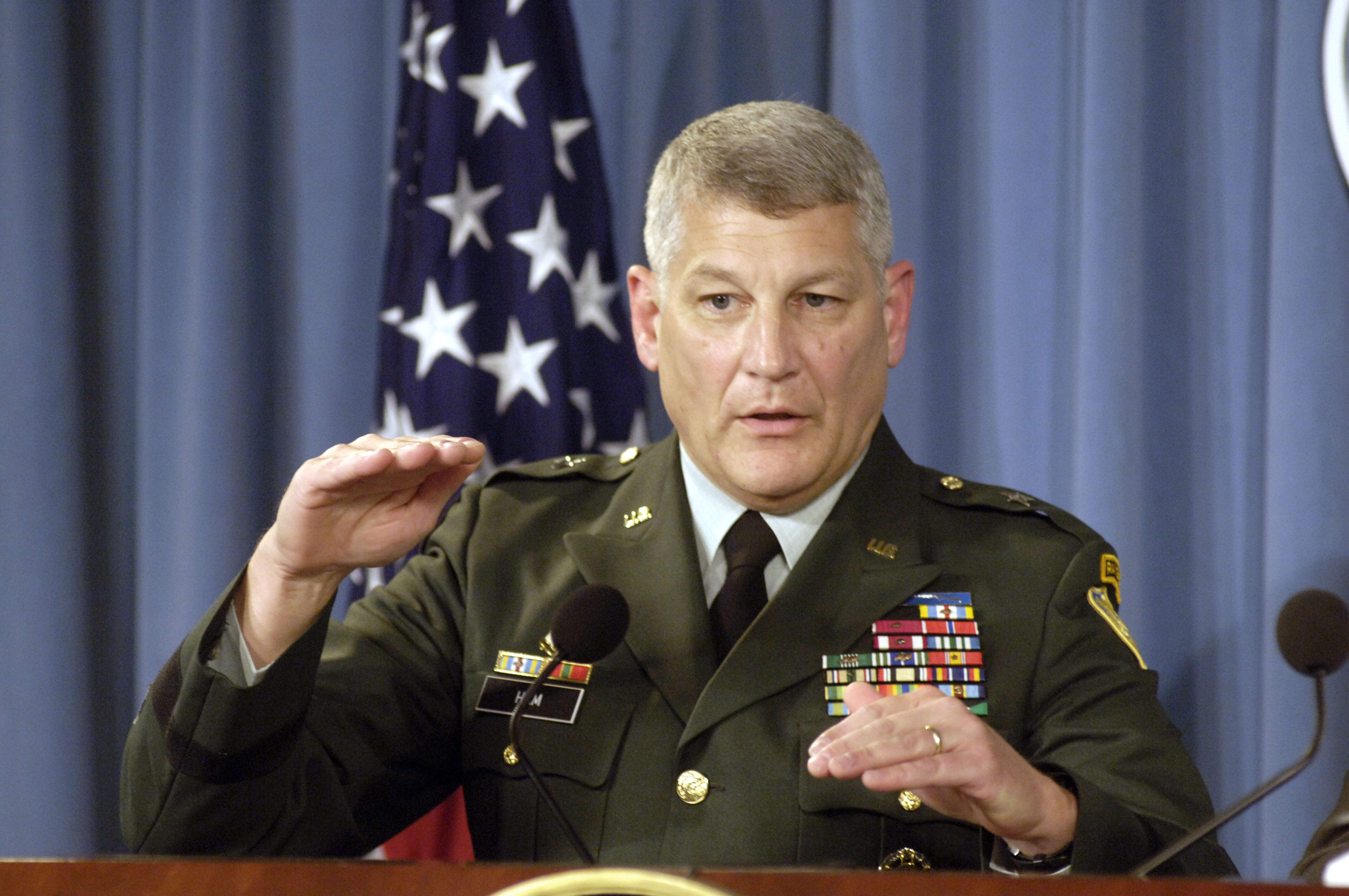
Ham auf einer Pressekonferenz, 2005.

Im Juli 1996 kehrte Ham in die Vereinigten Staaten zurück und studierte bis zum Juni 1997 am Air War College auf der Maxwell Air Force Base in Alabama. Vom Juni 1997 bis zum Juli 1999 diente Ham wieder in Deutschland, diesmal als assistierender Stabschef für Operationen (G-3) und später als Stabschef der 1. US-Infanteriedivision der 7. US-Armee. In dieser Zeit erhielt er am 1. April 1998 auch seine Beförderung zum Colonel. Im Juli 1999 übernahm er in Fort Benning den Posten des Kommandeurs der Infanterieausbildungs- und Unterstützungsbrigade, 29. US-Infanterieregiment der US Army Infantry School. Vom Juli 2001 bis zum August 2003 wurde Ham als stellvertretender Direktor für Truppenstruktur, Ressourcen und Beurteilung (J-8) des US Central Command auf der MacDill Air Force Base in Florida, eingesetzt. Anschließend diente er vom August 2003 bis zum Februar 2005 als stellvertretender Kommandierender General für Ausbildung und Bereitschaft des I. US-Korps und des Stützpunktes Fort Lewis, Washington. Während dieser Zeit erhielt er am 1. Oktober 2003 seine Beförderung zum Brigadier General und diente zudem seit dem 1. Januar 2004 als Kommandeur der in Mosul im Irak stationierten Multi-National Brigade Northwest während der Operation Iraqi Freedom. Zurück aus dem Irak wurde Ham als stellvertretender Direktor für regionale Operationen (J-33) im Joint Staff eingesetzt. Am 1. August 2006 übernahm Ham dann als Major General die 1. US-Infanteriedivision in Fort Riley, Kansas.
Am 20. Juli 2007 nominierte US-Verteidigungsminister Robert Gates Ham für den Posten des Direktors für Operationen (J-3) im Joint Staff. Diese Nominierung wurde am 3. August vom Armed Services Committee des US-Senats bestätigt, daher übernahm Ham am 6. August den durch die Beförderung von Lieutenant General Douglas Lute freigewordenen Posten.
Am 11. Juli 2008 wurde Ham für den Posten des Kommandierenden Generals der 7. US-Armee/US Army Europe nominiert und am 23. Juli vom US-Senat bestätigt. Als Nachfolger auf den Posten des Operationsdirektors (J-3) wurde John M. Paxton, Jr. ausgewählt. Am 28. August 2008 wurde Ham zum General befördert und übernahm das Kommando über die 7. US-Armee in Deutschland.
Am 9. März 2011 wurde ihm der Befehl über das United States Africa Command übertragen. Er leitete die am Libyen-Einsatz beteiligten US-Truppen. Im Jahr 2013 schied Ham aus dem aktiven Militärdienst aus und ging in den Ruhestand. 
Nach seiner Pensionierung war Ham zwischen 2016 und 2021 als Zivilist Präsident der Association of the United States Army.

## Auszeichnungen
Auswahl der Dekorationen, sortiert in Anlehnung der Order of Precedence of Military Awards:
- Army Distinguished Service Medal (2 ×)
- Defense Superior Service Medal (3 ×)
- Legion of Merit (2 ×)
- Bronze Star
- Meritorious Service Medal (2 ×)
- Joint Service Commendation Medal
- Army Commendation Medal (3 ×)
- Army Achievement Medal (3 ×)
- National Defense Service Medal (3 ×)
- Southwest Asia Service Medal (2 ×)
- Iraq Campaign Medal (3 ×)
- Global War on Terrorism Service Medal
- Armed Forces Service Medal
- Großes Verdienstkreuz mit Stern des Verdienstordens der Bundesrepublik Deutschland (verliehen am 15. März 2012 vom deutschen Verteidigungsminister Thomas de Maizière in Berlin)[6]